# 中畑 (弘前市)
中畑（なかはた）は、青森県弘前市の大字で、旧中津軽郡東目屋村の大字。郵便番号は036-1452。

## 地理
中津軽郡西目屋村に接する地区で、当地の南部を青森県道28号岩崎西目屋弘前線が、北部を青森県道204号相馬常盤野線が通る。北は百沢、東は中野、南は番館、西は西目屋村杉ヶ沢に接する。

### 地理
小字として旭岡・沢田・外山・俵元・日暮・山野・和泉がある。

## 歴史

### 村況
- 貞享4年 - 畑作中心の村であった（検地水帳）

### 沿革
- 1889年（明治22年） - 東目屋村の大字。
- 1955年（昭和30年） - 弘前市に編入、弘前市の大字になる。

## 世帯数と人口
2017年（平成29年）6月1日現在の世帯数と人口は以下の通りである。
| 大字             | 世帯数 | 人口  |
| ---------------- | ------ | ----- |
| 中畑（小字全域） | 97世帯 | 237人 |

## 施設

### 商業
- 三光建築
- 三上設備
- (有)マルイ板金工業所

### 公共
- 中畑町民会館

## 小・中学校の学区
市立小・中学校に通う場合、学区は以下の通りとなる。
| 大字 | 番地 | 小学校               | 中学校               |
| ---- | ---- | -------------------- | -------------------- |
| 中畑 | 全域 | 弘前市立東目屋小学校 | 弘前市立東目屋中学校 |

## 交通
- 弘南バス

中畑、上中畑（弘前 - 田代・川原平・大秋線）停留所